# Dołhe Kałuskie
Dołhe Kałuskie (ukr. Довге-Калуське) – wieś w rejonie kałuskim obwodu iwanofrankiwskiego, położona 2 km. na południe od drogi krajowej M10. Zajmuje obszar pomiędzy rzeką Łomnicą i uchodzącą do niej Czeczwą. 

## Historia
Data założenia wsi jest trudna do ustalenia ze względu na brak zapisów w kronikach, Dołhe Kałuskie jest zaliczane do najstarszych osad w Galicji. Pierwszy zapis pochodzi z 1387 gdy osada należała do dóbr królewskich, ale wiadomo, że osadnictwo w tym miejscu istniało dużo wcześniej. W 1565 wieś zamieszkiwało siedemnaście rodzin, w tym dziewięciu gospodarzy płacących podatki w naturze, kowal, kapłan i sześć rodzin chłopów nieposiadających własnej ziemi. W 1648 chłopi z Dołhego Kałuskiego walczyli w powstaniu Chmielnickiego, za co w późniejszym czasie dotknęły ich represje. W 1627 wieś zamieszkiwało dwadzieścia siedem rodzin, sześć lat później na Kałusz i pobliskie wsie najechali Tatarzy niszcząc zabudowę i mordując wielu mieszkańców. W 1720 wybudowano nową cerkiew, której patronem podobnie jak poprzedniej został św. Bazyli Wielki, spłonęła pod koniec XIX wieku. Na jej miejscu w latach 1911-1914 postawiono kolejną świątynię, jej wyposażenie m.in. tron, carskie wrota pochodziły z dawnej cerkwi pw. Michała Archistratega w Kałuszu. Konsekracja nowej świątyni miała miejsce 14 stycznia 1914. W 1904 we wsi powstała czytelnia Proswity, założył ją i prowadził Andriej Rebega, w którego domu działała. Od 1920 Dołhe Kałuskie znalazło się w granicach Polski, w województwie stanisławowskim i było siedzibą gminy, w 1934 po reformie administracyjnej zlikwidowano gminę Dołhe Kałuskie i wieś znalazła się w gminie Hołyń. W 1939 we wsi mieszkało 960 mieszkańców, 950 Ukraińców i 10 Żydów, rozpoczęto wówczas budowę szkoły, oddano ją do użytku w następnym roku. Od stycznia 1946 w Dołhem Kałuskim znajdował się posterunek NKWD, którego zadaniem była m.in. walka z UPA. Od 1950 wszystkich podejrzewanych o współpracę z UPA karano wysiedleniem do rejonu dołyńskiego, a pozostawione przez nich zabudowania niszczono. Części wysiedlonych pozwolono z czasem na powrót, odbudowywali swoje gospodarstwa, ale byli zmuszeni pracować w kołchozie za najniższe wynagrodzenie. W latach 1955–1959 wybudowano tzw. Dom Narodowy, w 1967 otworzono bibliotekę, która w 1979 przeniosła się do nowego budynku, gdzie zlokalizowano również przychodnię lekarską i izbę porodową. Do czasów obecnych przetrwała cerkiew, a na cmentarzu trzy dawne mogiły popów.